# Пегесторф
Пегесторф (нем. Pegestorf) — община в Германии, в земле Нижняя Саксония.
Входит в состав района Хольцминден. Подчиняется управлению Боденвердер. Население составляет 431 человек (на 31 декабря 2010 года). Занимает площадь 8,32 км².
Коммуна подразделяется на 2 сельских округа.
| Год  | Население |
| ---- | --------- |
| 1990 | 541       |
| 1995 | 573       |
| 2000 | 543       |
| 2005 | 510       |
| 2010 | 438       |